# روبرتو تشيرو
روبرتو يوجينيو سيرو (بالإسبانية: Roberto Cherro) ويسمى تشيرو (23 فبراير 1907 - 11 أكتوبر 1965) لاعب كرة قدم أرجنتيني كان يجيد اللعب في مركز المهاجم . ولد في منطقة باراكاس التابعة لمحافظة بوينس آيرس بالأرجنتين . لعب أغلب مسيرته الرياضية في نادي بوكا جونيورز حيث سجل 221 هدف في 305 مباراة رسمية مما جعله أفضل هداف في تاريخ النادي.
حقق تشيرو خمس مرات بطولة الدوري مع نادي بوكا جونيورز حيث توج في هذه المرات الخمس هدافا للنادي كما توج هدافا لبطولة دوري الدرجة الممتازة 3 مرات في عصر الهواية سنوات 1926 ، 1928 ، و 1930 .

## المستوى الدولي
حقق تشيرو بطولة كأس أمريكا الجنوبية سنة 1929 مع منتخب الأرجنتين .
في 5 فبراير 1933 سجل تشيرو 4 أهداف شهيرة في مرمى منتخب الأوروغواي والتي انتهت بالفوز 4-1 .

## الإنجازات

### نادي بوكا جونيورز
- دوري الدرجة الممتازة (5) : 1926 ، 1930 ، 1931 ، 1934 ، 1935
- كأس إستيمولو (1) : 1926

## وصلات خارجية
- روبرتو تشيرو على موقع الاتحاد الدولي (مؤرشف)  (الإنجليزية)
- روبرتو تشيرو على موقع قاعدة بيانات كرة القدم.إي يو (الإنجليزية)
- روبرتو تشيرو على موقع Soccerway.com (الإنجليزية)
- روبرتو تشيرو على موقع أوليمبيديا (الإنجليزية)
- هذا نادي بوكا جونيورز
- مصنع كرة القدم